# شاول بی، نیو ساوت ولز
شاول بی (به انگلیسی: Shoal Bay) یک حومه شهر در استرالیا است که در نیو ساوت ولز واقع شده‌است.